# Opéra de Lviv
Ne doit pas être confondu avec Théâtre national Ivan Franko situé à Kiev.
L’opéra de Lviv est situé à Lviv, en Ukraine. Il a été construit entre 1897 et 1900, et était, à l'origine, appelé le Grand Théâtre. Il est rebaptisé du nom de la soprano Solomiya Krushelnytska en 2000.

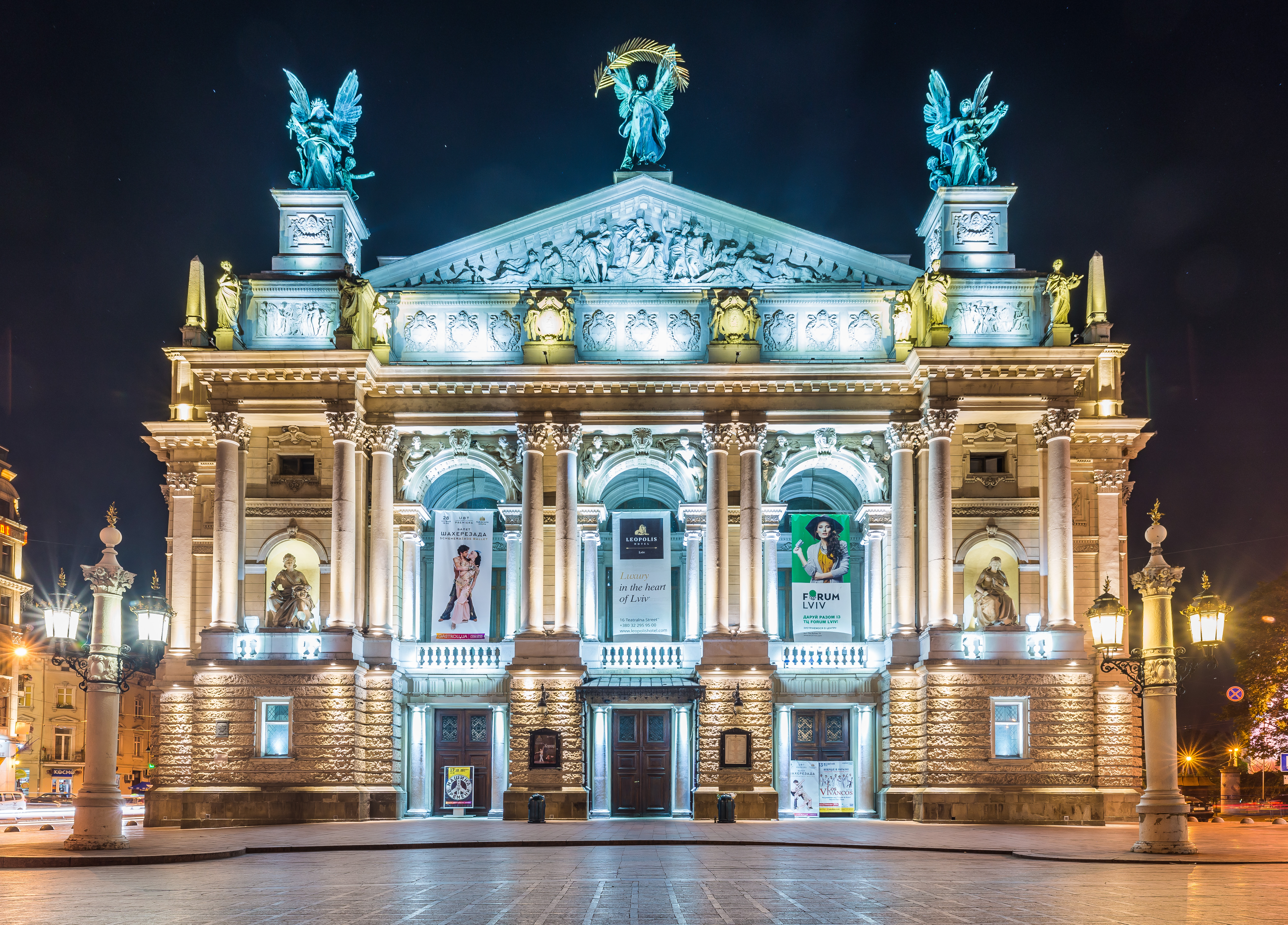
Vue extérieure.

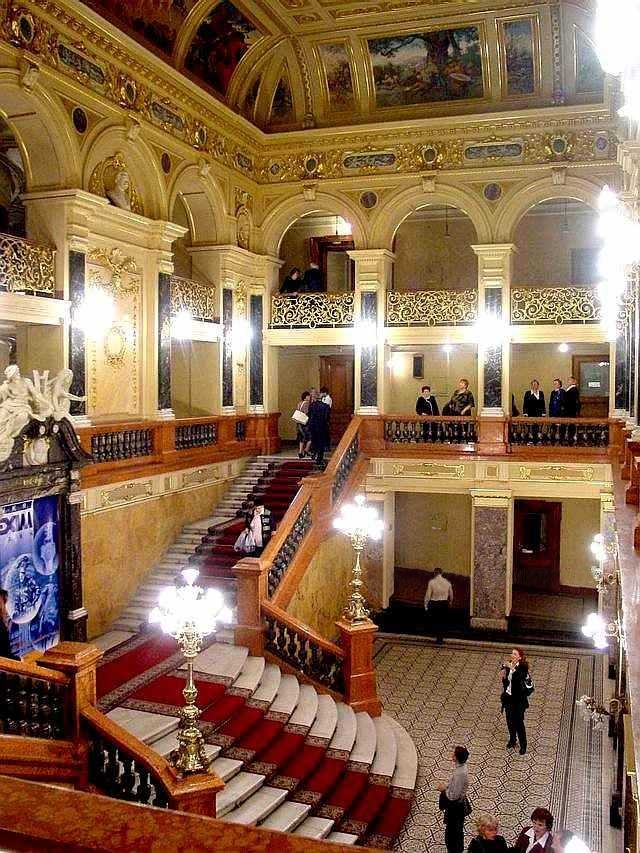
Le hall.

## Histoire
Le besoin de disposer d'un théâtre se fait à la fin du XIXe siècle. À cette époque, Lviv fait partie de l'Autriche-Hongrie, et s'appelle officiellement Lemberg. C'est la capitale de la province autrichienne du Royaume de Galicie et de Lodomérie.
En 1895, le directeur de l'école supérieure des arts et de l'industrie de Lviv Zygmunt Gorgolewski remporte un concours avec un projet audacieux : un opéra à cheval sur la rivière Poltva. Le centre de la ville étant entièrement construit, des voûtes en béton recouvriront le fleuve.
Zygmunt Gorgolewski dirige tous les travaux de terrassement et de construction. Les fondations sont confiées à la société de l'ingénieur Ivan Levynskyi. La construction commence en juin 1897 et dure 3 ans.
Le théâtre est construit dans le style classique, mais en utilisant des éléments architecturaux de style renaissance et baroque, dans cet esprit viennois que l'on nomme pseudo-renaissance. Les ornements, à l'intérieur et à l'extérieur, mettent en évidence l'art des sculpteurs (Pëtr Wojtowycz, A. Popel, E. Petch, T. Baroncz) et des peintres (T. Popel, G. Gerasimovicz, T. Ribkobcki, S. Rosvadovski, C.Dembitskij, Stanislaw Rejchan). Il est inscrit au Registre national des monuments d'Ukraine sous le N° : 46-101-1483.
L'Opéra est ouvert le 4 octobre 1900 et est appelé le Grand Théâtre. Le jour de l'inauguration sont présents l'écrivain Henryk Sienkiewicz, le compositeur Ignacy Paderewski et le peintre Henryk  Siemiradzki. Le spectacle d'ouverture est l'opéra dramatique Yanek, de Władysław Żeleński, dont le sujet est la vie des habitants des Carpates.
En 1934, le théâtre est fermé à cause de la crise économique. Il est rouvert en 1939, et prend le nom de Théâtre-opéra national de Lviv . En 1956, il reçoit le nom de Ivan Franko et, en 1966, le nom d'Académie.
À la fin des années 1970, il est fermé pour reconstruction, puis à nouveau ouvert en 1984.
En 1999, c'est dans ce théâtre-opéra qu'a lieu une rencontre de présidents des pays d'Europe centrale et occidentale,.

## Collectif
- Orchestre symphonique (environ 90 musiciens).
- Solistes de l'opéra (plus de 40 chanteurs).
- Chœur (environ 60 artistes).
- Troupe de ballet (environ 60 artistes).
- Le répertoire du théâtre comprend plus de 40 opéras et ballets.

## Source
- (ru) Cet article est partiellement ou en totalité issu de l’article de Wikipédia en russe intitulé « Львовский оперный театр » (voir la liste des auteurs).